# Maksims Uvarenko
Maksims Uvarenko (* 17. ledna 1987) je lotyšský fotbalový brankář a bývalý mládežnický reprezentant, působící v lotyšském klubu FK Ventspils.

## Fotbalová kariéra
Maksims začínal s fotbal v Lotyšsku v týmu FK Ventspils. V roce 2006 podepsal smlouvu se Slovanem Liberec a o rok později si odbyl debut v jeho dresu. V roce 2008 byl povolán do kádru reprezentace Lotyšska U21. Sezonu 2008/09 strávil na hostování ve Vítkovicích. V roce 2010 přestoupil do druholigové Jihlavy, odkud v roce 2012 zamířil zpět do FK Ventspils. V lednu 2015 změnil působiště znovu, když přestoupil do bulharského týmu PFK CSKA Sofia.

## Úspěchy
- 2011/12 – postup do Gambrinus ligy s FC Vysočina Jihlava